# Quercus elevaticostata
Quercus elevaticostata és una espècie de roure que pertany a la família de les fagàcies i està dins del subgènere Cyclobalanopsis, del gènere Quercus.

## Descripció
Quercus elevaticostata és un arbre de fins a 20 metres d'alçada, amb branques de color porpra-marró, minuciosament solcat, glabre, escassament lenticel·lat; lenticel·les blanquinoses, petites. El pecíol 1-2,5 cm. Les fulles de fins a 15 cm de llarg, estretament el·líptiques a el·líptiques-lanceolades, (5-) 8-15 × (1,5-) 2,5-4 cm (a aproximadament 20 × 5,5 cm en brotació), glabroses, de color verd grisenc abaxialment i adaxialment verdes, base cuneada i decurrent en el pecíol, marge des del mig o apicalment remotament i serrat i de vegades glandular a la dentada, àpex acuminat; nervi central i nervis secundaris prominents; nervis secundaris de 8-12 a cada costat del nervi central. La cúpula superficialment cupular, de 6-8 mm × 1-1,2 cm, que tanca aproximadament 1/3 de la gla, a l'exterior de color gris groguenc velutinós; bràctees en (5-) 7 o 8 anells, marge irregularment crenat-dentat però apical 2 o 3 sencers. Les glans són el·lipsoides a el·lipsoides-ovoides, 1,5-2,2 × 1-1,2 cm, puberulent marró groguenc a prop de l'àpex; cicatriu d'uns 5 mm de diàmetre, lleugerament convex; estil persistent, 1-1,5 mm, de 4 o 5 anells, umbonat. Fructifica en el mes de novembre.

## Distribució i hàbitat
Quercus elevaticostata creix al sud de la Xina, a la província de Fujian, entre els 600 i 1000 m.

## Taxonomia
Quercus elevaticostata va ser descrita per C.C.Huang i publicat a Guihaia 12(4): 302. 1992.
Etimologia
Quercus: nom genèric del llatí que designava igualment al roure i a l'alzina.
elevaticostata: epítet llatí que vol dir nervadura de dalt.